# Saturn Awards 2022
La 47ª edizione dei Saturn Awards si è svolta il 25 ottobre 2022. Ufficialmente l'edizione è conosciuta come 50th Anniversary Saturn Awards per celebrare i 50 anni dei Saturn Awards (creati nel 1972),
La cerimonia è stata trasmessa in live streaming su ElectricNOW.
Le candidature sono state annunciate il 12 agosto 2022.

## Candidati e vincitori
I vincitori sono indicati in grassetto, a seguire gli altri candidati. L'elenco dei vincitori è stato pubblicato sul sito ufficiale il 26 ottobre 2022.

### Film

#### Miglior film di fantascienza
- Nope, regia di Jordan Peele
- Crimes of the Future, regia di David Cronenberg
- Dune, regia di Denis Villeneuve
- Free Guy - Eroe per gioco (Free Guy), regia di Shawn Levy
- Godzilla vs. Kong, regia di Adam Wingard
- Jurassic World - Il dominio (Jurassic World Dominion), regia di Colin Trevorrow

#### Miglior film fantasy
- Everything Everywhere All at Once, regia di Dan Kwan e Daniel Scheinert
- Crudelia (Cruella), regia di Craig Gillespie
- Animali fantastici - I segreti di Silente (Fantastic Beasts: The Secrets of Dumbledore), regia di David Yates
- Ghostbusters: Legacy (Ghostbusters: Afterlife), regia di Jason Reitman
- Sir Gawain e il Cavaliere Verde (The Green Knight), regia di David Lowery
- Il talento di Mr. C (The Unbearable Weight of Massive Talent), regia di Tom Gormican

#### Miglior film horror
- Black Phone (The Black Phone), regia di Scott Derrickson
- Ultima notte a Soho (Last Night in Soho), regia di Edgar Wright
- The Night House - La casa oscura (The Night House), regia di David Bruckner
- A Quiet Place II ( A Quiet Place Part II), regia di John Krasinski
- Scream, regia di Matt Bettinelli-Olpin e Tyler Gillett
- X: A Sexy Horror Story (X), regia di Ti West

#### Miglior film thriller
- La fiera delle illusioni - Nightmare Alley (Nightmare Alley), regia di Guillermo del Toro
- Ambulance, regia di Michael Bay
- The Northman, regia di Robert Eggers
- Old, regia di M. Night Shyamalan
- The Outfit, regia di Graham Moore
- Pig - Il piano di Rob (Pig), regia di Michael Sarnoski

#### Miglior film d'azione/di avventura
- Top Gun: Maverick, regia di Joseph Kosinski
- Assassinio sul Nilo (Death on the Nile), regia di Kenneth Branagh
- Fast & Furious 9 - The Fast Saga (F9: The Fast Saga), regia di Justin Lin
- No Time to Die, regia di Cary Fukunaga
- RRR, regia di S. S. Rajamouli
- West Side Story, regia di Steven Spielberg

#### Migliore trasposizione da fumetto a film
- Spider-Man: No Way Home, regia di Jon Watts
- Doctor Strange nel Multiverso della Follia (Doctor Strange in the Multiverse of Madness), regia di Sam Raimi
- The Batman, regia di Matt Reeves
- Shang-Chi e la leggenda dei Dieci Anelli (Shang-Chi and the Legend of the Ten Rings), regia di Destin Daniel Cretton
- The Suicide Squad - Missione suicida (The Suicide Squad), regia di James Gunn
- Thor: Love and Thunder, regia di Taika Waititi

#### Miglior attore
- Tom Cruise - Top Gun: Maverick
- Timothée Chalamet - Dune
- Idris Elba - The Suicide Squad - Missione suicida (The Suicide Squad)
- Tom Holland - Spider-Man: No Way Home
- Daniel Kaluuya - Nope
- Simu Liu - Shang-Chi e la leggenda dei Dieci Anelli (Shang-Chi and the Legend of the Ten Rings)
- Robert Pattinson - The Batman

#### Miglior attrice
- Michelle Yeoh - Everything Everywhere All at Once
- Cate Blanchett - La fiera delle illusioni - Nightmare Alley (Nightmare Alley)
- Emily Blunt - A Quiet Place II (A Quite Place Part II)
- Zoë Kravitz - The Batman
- Keke Palmer - Nope
- Emma Stone - Crudelia (Cruella)
- Zendaya - Spider-Man: No Way Home

#### Miglior attore non protagonista
- Ke Huy Quan - Everything Everywhere All at Once
- Paul Dano - The Batman
- Colin Farrell - The Batman
- Ethan Hawke - Black Phone (The Black Phone)
- Richard Jenkins - La fiera delle illusioni - Nightmare Alley (Nightmare Alley)
- Alfred Molina - Spider-Man: No Way Home
- Benedict Wong - Doctor Strange nel Multiverso della Follia (Doctor Strange in the Multiverse of Madness)

#### Miglior attrice non protagonista
- Awkwafina - Shang-Chi e la leggenda dei Dieci Anelli (Shang-Chi and the Legend of the Ten Rings)
- Jodie Comer - Free Guy - Eroe per gioco (Free Guy)
- Carrie Coon - Ghostbusters: Legacy (Ghostbusters: Afterlife)
- Viola Davis - The Suicide Squad - Missione suicida (The Suicide Squad)
- Stephanie Hsu - Everything Everywhere All at Once
- Diana Rigg - Ultima notte a Soho (Last Night in Soho)
- Marisa Tomei - Spider-Man: No Way Home

#### Miglior attore emergente
- Finn Wolfhard - Ghostbusters: Legacy (Ghostbusters: Afterlife)
- Noah Jupe - A Quiet Place II (A Quite Place Part II)
- Madeleine McGraw - Black Phone (The Black Phone)
- Millicent Simmonds - A Quiet Place II (A Quite Place Part II)
- Mason Thames - Black Phone (The Black Phone)
- Jacob Tremblay - Luca

#### Miglior regia
- Matt Reeves - The Batman
- Guillermo del Toro - La fiera delle illusioni - Nightmare Alley (Nightmare Alley)
- Joseph Kosinski - Top Gun: Maverick
- Jordan Peele - Nope
- S. S. Rajamouli - RRR
- Steven Spielberg - West Side Story
- Jon Watts - Spider-Man: No Way Home

#### Miglior sceneggiatura
- Guillermo del Toro e Kim Morgan -  La fiera delle illusioni - Nightmare Alley (Nightmare Alley)
- Scott Derrickson e C. Robert Cargill - Black Phone (The Black Phone)
- Dan Kwan e Daniel Scheinert - Everything Everywhere All at Once
- Chris McKenna e Erik Sommers - Spider-Man: No Way Home
- Jordan Peele - Nope
- Matt Reeves e Peter Craig - The Batman
- James Vanderbilt e Guy Busick - Scream

#### Miglior montaggio
- Eddie Hamilton - Top Gun: Maverick
- Jeffrey Ford e Leigh Folsom Boyd - Spider-Man: No Way Home
- William Hoy e Tyler Nelson - The Batman
- Cam McLauchlin - La fiera delle illusioni - Nightmare Alley' (Nightmare Alley)
- Nicholas Monsour - Nope
- Paul Rogers - Everything Everywhere All at Once
- Pietro Scalia, Doug Brandt e Calvin Wimmer - Ambulance

#### Miglior scenografia
- Tamara Deverell - La fiera delle illusioni - Nightmare Alley (Nightmare Alley)
- Sue Chan - Shang-Chi e la leggenda dei Dieci Anelli (Shang-Chi and the Legend of the Ten Rings)
- James Chinlund - The Batman
- Fiona Crombie - Crudelia (Cruella)
- Jason Kisvarday - Everything Everywhere All at Once
- Marcus Rowland - Ultima notte a Soho (Last Night in Soho)
- Patrice Vermette - Dune

#### Miglior colonna sonora
- Danny Elfman - Doctor Strange nel Multiverso della Follia (Doctor Strange in the Multiverse of Madness)
- Michael Abels - Nope
- Nicholas Britell - Crudelia (Cruella)
- Michael Giacchino - The Batman
- Nathan Johnson - La fiera delle illusioni - Nightmare Alley (Nightmare Alley)
- Howard Shore - Crimes of the Future
- Joel P. West - Shang-Chi e la leggenda dei Dieci Anelli (Shang-Chi and the Legend of the Ten Rings)

#### Migliori costumi
- Jacqueline Durran, David Crossman e Glyn Dillon - The Batman
- Kym Barrett - Shang-Chi e la leggenda dei Dieci Anelli (Shang-Chi and the Legend of the Ten Rings)
- Jenny Beavan - Crudelia (Cruella)
- Bob Morgan e Jacqualine West - Dune
- Mayes C. Rubeo - Thor: Love and Thunder
- Luis Sequeira - La fiera delle illusioni - Nightmare Alley (Nightmare Alley)
- Sammy Sheldon - Eternals

#### Miglior trucco
- Love Larson, Donald Mowat e Eva von Bahr - Dune
- Ozzy Alvarez, Victoria Down, Kevin Kirkpatrick e Justin Raleigh - Army of the Dead
- Alexandra Anger, Monica Pavez e Evi Zafiropoulou - Crimes of the Future
- Naomi Donne e Mike Marino - The Batman
- Greg Funk, Brian Sipe e Heba Thorisdottir - The Suicide Squad - Missione suicida (The Suicide Squad)
- Mike Hill, Jo-Ann MacNeil e Megan Many - La fiera delle illusioni - Nightmare Alley (Nightmare Alley)
- Adam Johansen e Matteo Silvi - Thor: Love and Thunder

#### Migliori effetti speciali
- Kevin Andrew Smith, John ''D.J.'' Des Jardin, Bryan Hirota e Mike Meinardus - Godzilla vs. Kong
- Jorundur Rafn Arnarson, Joe Letteri e Erik Winquist - Doctor Strange nel Multiverso della Follia (Doctor Strange in the Multiverse of Madness)
- Sheena Duggal e Alessandro Ongaro - Ghostbusters: Legacy (Ghostbusters. Afterlife)
- Scott Edelstein, Kelly Port, Dan Sudick e Chris Waegner - Spider-Man: No Way Home
- Joe Farrell, Dan Oliver, Christopher Townsend e Sean Noel Walker - Shang-Chi e la leggenda dei Dieci Anelli (Shang-Chi and the Legend of the Ten Rings)
- Scott R. Fisher e Ryan Tudhope - Top Gun: Maverick
- David Vickery - Jurassic World - Il dominio (Jurassic World Dominion)

#### Miglior film indipendente
- Dual, regia di Ryan Stearns
- Alice, regia di Krystin Ver Linden
- Dream Horse, regia di Euros Lyn
- Gold, regia di Anthony Hayes
- Mass, regia di Fran Kranz
- Watcher, regia di Chloe Okuno

#### Miglior film internazionale
- RRR, regia di S. S. Rajamouli
- Downton Abbey II - Una nuova era (Downtown Abbey: A New Era), regia di Simon Curtis
- Eiffel, regia di Martin Bourboulon
- I'm Your Man (Ich bin dein Mensch), regia di Maria Schrader
- Riders of Justice, regia di Anders Thomas Jensen
- Silent Night, regia di Camille Griffin

#### Miglior film d'animazione
- Marcel the Shell (Marcel the Shell with Shoes On), regia di Dean Fleischer Camp
- Encanto, regia di Byron Howard e Jared Bush
- La famiglia Addams 2 (The Addams Family 2), regia di Greg Tiernan, Laura Brosseau e Kevin Pavlovic
- Minions 2 - Come Gru diventa cattivissimo (Minions: The Rise of Gru), regia di Kyle Balda
- Luca, regia di Enrico Casarosa
- Lightyear - La vera storia di Buzz (Lightyear), regia di Angus MacLane

### Televisione

#### Miglior serie televisiva di fantascienza (network)
- Superman & Lois
- The Flash
- L'uomo che cadde sulla Terra (The Man Who Fell to Earth)
- Resident Alien
- Supergirl
- Westworld - Dove tutto è concesso (Westworld)

#### Miglior serie televisiva fantasy (network)
- Shining Vale
- Doctor Who
- Ghosts
- La Brea
- Riverdale
- Stargirl

#### Miglior serie televisiva horror (network)
- The Walking Dead
- Chucky
- American Horror Story
- Fear the Walking Dead
- From
- What We Do in the Shadows

#### Miglior serie televisiva d'azione/thriller (network)
- Better Call Saul
- Big Sky
- The Blacklist
- Dark Winds
- Dexter: New Blood
- Outlander
- Yellowjackets

#### Miglior serie televisiva di fantascienza (streaming)
- Star Trek: Strange New Worlds
- The Expanse
- For All Mankind
- Lost in Space
- The Mandalorian
- The Orville
- Star Trek: Discovery

#### Miglior serie televisiva fantasy (streaming)
- Loki
- WandaVision
- Russian Doll
- Schmigadoon!
- La Ruota del Tempo (The Wheel of Time)
- The Witcher

#### Miglior serie televisiva horror/thriller (streaming)
- Stranger Things
- Creepshow
- Evil
- Servant
- Scissione (Severance)
- Squid Game

#### Miglior serie televisiva d'azione/avventura (streaming)
- The Boys
- Bosch: Legacy
- Cobra Kai
- Leverage: Redemption
- Peacemaker
- Reacher
- The Umbrella Academy

#### Miglior presentazione televisiva (streaming) (meno di 10 episodi)
- Obi-Wan Kenobi
- Hawkeye
- Moon Knight
- Ms. Marvel
- Midnight Mass
- The Book of Boba Fett

#### Miglior serie o film TV animato
- Star Wars: The Bad Batch
- What If...?
- Arcane
- Blade Runner: Black Lotus
- The Boys presenta: Diabolico! (The Boys Presents: Diabolical)
- Invincible
- Star Trek: Lower Decks

#### Miglior attore in una serie televisiva (streaming)
- Bob Odenkirk - Better Call Saul
- Colman Domingo - Fear the Walking Dead
- Chiwetel Ejiofor - L'uomo che cadde sulla Terra (The Mann Who Fell to Earth)
- Michael C. Hall - Dexter: New Blood
- Sam Heughan - Outlander
- Tyler Hoechlin - Superman & Lois
- Harold Perrineau - From

#### Miglior attrice in una serie televisiva (streaming)
- Rhea Seehorn - Better Call Saul
- Caitríona Balfe - Outlander
- Kylie Bunbury - Big Sky
- Courteney Cox - Shining Vale
- Melanie Lynskey - Yellowjackets
- Rose McIver - Ghosts
- Bitsie Tulloch - Superman & Lois

#### Miglior attore non protagonista in una serie televisiva (streaming)
- Jonathan Banks - Better Call Saul
- Tony Dalton - Better Call Saul
- Patrick Fabian - Better Call Saul
- Harvey Guillén - What We Do in the Shadows
- Brandon Scott Jones - Ghosts
- Michael Mando - Better Call Saul
- Michael James Shaw - The Walking Dead

#### Miglior attrice non protagonista in una serie televisiva (streaming)
- Lauren Cohan - The Walking Dead
- Emmanuelle Chriqui - Superman & Lois
- Janina Gavankar - Big Sky
- Julia Jones - Dexter: New Blood
- Melissa McBride - The Walking Dead
- Danielle Panabaker - The Flash
- Sophie Skelton - Outlander

#### Miglior guest star in una serie televisiva (streaming)
- Jennifer Tilly - Chucky
- Michael Biehn - The Walking Dead
- Rachael Harris - Ghosts
- Jesse James Keitel - Big Sky
- Jeffrey Dean Morgan - The Walking Dead
- Fisher Stevens - The Blacklist
- Aisha Tyler - Fear the Walking Dead

#### Miglior giovane attore in una serie televisiva (streaming)
- Brec Bassinger - Stargirl
- Zackary Arthur - Chucky
- Jack Alcott - Dexter: New Blood
- Gus Birney - Shining Vale
- Jordan Elsass - Superman & Lois
- Alex Garfin - Superman & Lois

#### Miglior attore in una serie televisiva (streaming)
- Oscar Isaac - Moon Knight
- Tom Hiddleston - Loki
- Anthony Mackie - The Falcon and the Winter Soldier
- Ewan McGregor - Obi-Wan Kenobi
- Anson Mount - Star Trek: Strange New Worlds
- Adam Scott - Scissione (Severance)
- Antony Starr - The Boys

#### Migliore attrice in una serie televisiva (streaming)
- Ming-Na Wen - The Book of Boba Fett
- Elizabeth Olsen - WandaVision
- Millie Bobby Brown - Stranger Things
- Britt Lower - Scissione (Severance)
- Erin Moriarty - The Boys
- Beth Riesgraf - Leverage: Redemption
- Kate Siegel - Midnight Mass

#### Miglior attore non protagonista in una serie televisiva (streaming)
- Elliot Page - The Umbrella Academy
- Ethan Hawke - Moon Knight
- Zach Cherry - Scissione
- Joel Kinnaman - For All Mankind
- Ethan Peck - Star Trek: Strange New Worlds
- Joseph Quinn - Stranger Things
- John Turturro - Scissione (Severance)

#### Miglior attrice non protagonista in una serie televisiva (streaming)
- Moses Ingram - Obi-Wan Kenobi
- Kathryn Hahn - WandaVision
- Patricia Arquette - Scissione (Severance)
- Danielle Brooks - Peacemaker
- Jess Bush - Star Trek: Strange New Worlds
- Nell Tiger Free - Servant
- Aleyse Shannon - Leverage: Redemption

#### Miglior guest star in una serie televisiva (streaming)
- Hayden Christensen - Obi-Wan Kenobi
- Jensen Ackles - The Boys
- LeVar Burton - Leverage: Redemption
- Tony Dalton - Hawkeye
- Rosario Dawson - The Mandalorian
- Robert Englund - Stranger Things
- Jonathan Majors - Loki

#### Miglior giovane attore in una serie televisiva (streaming)
- Iman Vellani - Ms. Marvel
- Hailee Steinfeld - Hawkeye
- Vivien Lyra Blair - Obi-Wan Kenobi
- Maxwell Jenkins - Lost in Space
- Gaten Matarazzo - Stranger Things
- Sadie Sink - Stranger Things

## Premi speciali

### Premio alla carriera
- Kathryn Leigh Scott[7]

### Producer's Showcase Award
- Geoff Johns[8]

### Breakthrough Performance Award
- Amber Midthunder per Prey[9]

### Dan Curtis Legacy Award
- Julie Plec[7]

### Robert Forster Artist's Award
- Bob Odenkirk, Jonathan Banks, Michael Mando, Patrick Fabian, Rhea Seehorn, Giancarlo Esposito e Tony Dalton per Better Call Saul[10][11]